# Rongchang
Rongchang är ett stadsdistrikt i storstadsområdet Chongqing i sydvästra Kina.

## Historia
Rongchang grundades under Tangdynastin (618-907) och fick sitt nuvarande namn under Mingdynastin (1368-1644).
Under Qingdynastin (1644-1912) ingick Rongchang i Sichuan-provinsen och löd under den dåvarande prefekturen Chongqing.
När Chongqing blev en stad på provinsnivå 1997 skildes Rongchang från Sichuan-provinsen och blev en del av det nya storstadsområdet.

## Administrativ indelning
Distriktet är indelat i sex stadsdelsdistrikt och 15 köpingar.
Stadsdelsdistrikt (jiedao):

- Anfu (安富街道)
- Changyuan (昌元街道)
- Changzhou (昌州街道)
- Fenggao (峰高街道)
- Guangshun (广顺街道)
- Shuanghe (双河街道)

Köpingar (zhen):

- Guansheng (观胜镇)
- Guchang (古昌镇)
- Hebao (河包镇)
- Longji (龙集镇)
- Panlong (盘龙镇)
- Qingjiang (清江镇)
- Qingliu (清流镇)
- Qingsheng (清升镇)
- Renyi (仁义镇)
- Ronglong (荣隆镇)
- Tonggu (铜鼓镇)
- Wanling (万灵镇)
- Wujia (吴家镇)
- Yuanjue (远觉镇)
- Zhisheng (直升镇)